# Кукушки
Куку́шки (лат. Cuculus) — центральный и один из наиболее широко представленных родов птиц в семействе кукушковых. Распространены в восточном  полушарии, при этом особенно большое разнообразие видов известно в тропической Азии. Это мелкие и среднего размера кукушки, которые отличаются изящным телосложением, длинными заострёнными крыльями, длинным хвостом и коротким слегка изогнутым клювом. Хвост округлый или ступенчатый — во втором случае иногда говорят о самостоятельном роде ястребиных кукушек (Hierococcyx). Ноздри имеют округлую форму, окружены роговыми валиками. Ноги очень короткие, плохо приспособлены для лазанья. Полёт лёгкий, стремительный, по характеру напоминает полёт соколов и других ястребиных птиц.
Окраска оперения покровительственная, чаще всего сизо-серая сверху и с тёмным поперечным рисунком снизу. Более тёмная верхняя сторона тела представлена у двух видов: у Cuculus solitarius она угольно-серая, у чёрной кукушки, как можно предположить из названия — чёрная. Кроме того, у самок обыкновенной, глухой и малой кукушек встречается так называемая рыжая морфа, при которой вся верхняя часть тела окрашена в охристый цвет с частыми поперечными полосками чёрного цвета. У некоторых форм чёрной кукушки полосатый рисунок на груди и брюхе отсутствует, почти всё оперение выглядит чёрным. Каждый вид обладает уникальным, неповторимым голосом, по которому его достаточно просто отличить даже от внешне похожих кукушек.
Биотопы самые разнообразные: от лесных до совсем открытых, не связанных с древесной растительностью. Все представители рода являются типичными гнездовыми паразитами — подбрасывают яйца в гнёзда певчих птиц.

## Виды
В состав рода включают 11 видов:
1. Cuculus clamosus — Чёрная кукушка
2. Cuculus solitarius — Красногрудая кукушка
3. Cuculus poliocephalus — Малая кукушка
4. Cuculus crassirostris — Индонезийская ястребиная кукушка
5. Cuculus micropterus — Индийская кукушка
6. Cuculus rochii — Мадагаскарская малая кукушка
7. Cuculus gularis — Африканская обыкновенная кукушка
8. Cuculus saturatus
9. Cuculus optatus — Глухая кукушка
10. Cuculus lepidus — Малайско-зондская кукушка[5]
11. Cuculus canorus — Обыкновенная кукушка